# Calanthe dulongensis
Calanthe dulongensis là một loài thực vật có hoa trong họ Lan. Loài này được H.Li, R.Li & Z.L.Dao mô tả khoa học đầu tiên năm 2003.